# Bad Blood (album của Bastille)
Bad Blood là album phòng thu đầu tay của ban nhạc alternative rock Anh Bastille. Nó được phát hành vào ngày 04 tháng 3 năm 2013 tại Vương quốc Anh, và ngày 03 Tháng Chín năm 2013 tại Hoa Kỳ, với các đĩa đơn "Overjoyed", "Bad Blood", "Flaws", "Pompeii", "Laura Palmer", "Things We Lost in the Fire". Album được thu âm tại London và sản xuất bởi ca sĩ chính, Dan Smith, và Mark Crew.
Kỷ lục đứng vị trí số một trên bảng xếp hạng UK Albums và đã được chứng nhận đĩa bạch kim tại Vương quốc Anh. Nó cũng đã được xếp hạng trên Billboard 200 Mỹ, cũng như ở một số nước khác.
Một phiên bản mở rộng của album mang tên All This Bad Blood, được phát hành vào 25 tháng 11 năm 2013, và đĩa đơn "Of the Night".

## Tiếp nhận phê bình
| Đánh giá chuyên môn  | Đánh giá chuyên môn |
| Điểm trung bình      | Điểm trung bình     |
| Nguồn                | Đánh giá            |
| -------------------- | ------------------- |
| Metacritic           | 58/100              |
| Nguồn đánh giá       |                     |
| Nguồn                | Đánh giá            |
| AllMusic             | [ 2 ]               |
| BBC Music            | 8/10                |
| Consequence of Sound | [ 4 ]               |
| The Guardian         | [ 5 ]               |
| NME                  | 5/10                |
| Now                  | [ 7 ]               |
| The Observer         | [ 8 ]               |
| PopMatters           | [ 9 ]               |
| Q                    | [ 10 ]              |
| This Is Fake DIY     | 8/10                |

Bad Blood nhận được đánh giá trái chiều từ các nhà phê bình âm nhạc. Ở Metacritic, lấy tiêu chuẩn là 100 điểm dựa trên sự đánh giá của các chuyên gia hàng đầu, album nhận được 58 điểm, dựa trên 12 đánh giá.

## Danh sách bài hát
Tất cả các ca khúc được viết bởi Dan Smith.
| Standard edition | Standard edition             | Standard edition |
| STT              | Nhan đề                      | Thời lượng       |
| ---------------- | ---------------------------- | ---------------- |
| 1.               | "Pompeii"                    | 3:34             |
| 2.               | "Things We Lost in the Fire" | 4:01             |
| 3.               | "Bad Blood"                  | 3:33             |
| 4.               | "Overjoyed"                  | 3:26             |
| 5.               | "These Streets"              | 2:55             |
| 6.               | "Weight of Living, Pt. II"   | 2:55             |
| 7.               | "Icarus"                     | 3:45             |
| 8.               | "Oblivion"                   | 3:16             |
| 9.               | "Flaws"                      | 3:38             |
| 10.              | "Daniel in the Den"          | 3:09             |
| 11.              | "Laura Palmer"               | 3:06             |
| 12.              | "Get Home"                   | 3:11             |

| The Extended Cut edition (bonus tracks) | The Extended Cut edition (bonus tracks)           | The Extended Cut edition (bonus tracks) |
| STT                                     | Nhan đề                                           | Thời lượng                              |
| --------------------------------------- | ------------------------------------------------- | --------------------------------------- |
| 13.                                     | "Weight of Living, Pt. I"                         | 3:26                                    |
| 14.                                     | "The Silence"                                     | 3:51                                    |
| 15.                                     | "Laughter Lines"                                  | 4:04                                    |
| 16.                                     | "Bad Blood" (live piano version)                  | 3:28                                    |
| 17.                                     | "Things We Lost in the Fire" (Abbey Road Session) | 4:01                                    |
| 18.                                     | "Laura Palmer" (Abbey Road Session)               | 3:02                                    |
| 19.                                     | "Flaws" (live acoustic version)                   | 3:38                                    |
| 20.                                     | "Flaws" (Live at Abbey Road)                      | 4:19                                    |
| 21.                                     | "Overjoyed" (music video)                         | 3:43                                    |
| 22.                                     | "Bad Blood" (music video)                         | 3:47                                    |
| 23.                                     | "Flaws" (music video)                             | 3:41                                    |
| 24.                                     | "Pompeii" (music video)                           | 3:52                                    |

| US edition (bonus tracks) | US edition (bonus tracks) | US edition (bonus tracks) |
| STT                       | Nhan đề                   | Thời lượng                |
| ------------------------- | ------------------------- | ------------------------- |
| 13.                       | "The Silence"             | 3:51                      |
| 14.                       | "Weight of Living, Pt. I" | 3:28                      |
| 15.                       | "Laughter Lines"          | 4:04                      |

| Japanese edition (bonus tracks) | Japanese edition (bonus tracks) | Japanese edition (bonus tracks) |
| STT                             | Nhan đề                         | Thời lượng                      |
| ------------------------------- | ------------------------------- | ------------------------------- |
| 13.                             | "Weight of Living, Pt. I"       | 3:28                            |
| 14.                             | "The Silence"                   | 3:51                            |
| 15.                             | "Laughter Lines"                | 4:04                            |
| 16.                             | "Poet"                          | 2:45                            |
| 17.                             | "Haunt (Demo)"                  | 2:52                            |
| 18.                             | "Sleepsong"                     | 3:42                            |
| 19.                             | "Durban Skies"                  | 4:11                            |

## Bảng xếp hạng và chứng nhận
| BXH (2013−14)                            | Vị trí cao nhất |
| ---------------------------------------- | --------------- |
| Album Úc (ARIA)                          | 10              |
| Album Áo (Ö3 Austria)                    | 31              |
| Album Bỉ (Ultratop Vlaanderen)           | 6               |
| Album Bỉ (Ultratop Wallonie)             | 58              |
| Album Canada (Billboard)                 | 19              |
| Album Hà Lan (Album Top 100)             | 46              |
| Album Đức (Offizielle Top 100)           | 23              |
| Album Hy Lạp (IFPI)                      | 11              |
| Album Ireland (IRMA)                     | 5               |
| Album Ý (FIMI)                           | 33              |
| Album New Zealand (RMNZ)                 | 28              |
| Album Bồ Đào Nha (AFP)                   | 30              |
| Album Thụy Điển (Sverigetopplistan)      | 42              |
| Album Thụy Sĩ (Schweizer Hitparade)      | 15              |
| Album Anh Quốc (OCC)                     | 1               |
| Album Hoa Kỳ Billboard 200               | 11              |
| Album Hoa Kỳ Top Alternative (Billboard) | 3               |
| Album Hoa Kỳ Top Rock (Billboard)        | 3               |

| Quốc gia                                                                           | Chứng nhận  | Số đơn vị/doanh số chứng nhận |
| ---------------------------------------------------------------------------------- | ----------- | ----------------------------- |
| Úc (ARIA)                                                                          | Vàng        | 35.000^                       |
| Áo (IFPI Áo)                                                                       | Vàng        | 7.500*                        |
| Đức (BVMI)                                                                         | Vàng        | 150.000^                      |
| Anh Quốc (BPI)                                                                     | 2× Bạch kim | 600.000^                      |
| * Chứng nhận dựa theo doanh số tiêu thụ. ^ Chứng nhận dựa theo doanh số nhập hàng. |             |                               |